# NGC 424
NGC 424 је спирална галаксија у сазвежђу Вајар која се налази на NGC листи објеката дубоког неба.
Деклинација објекта је - 38° 5' 1" а ректасцензија 1h 11m 27,6s. Привидна величина (магнитуда) објекта NGC 424 износи 12,9 а фотографска магнитуда 13,8. NGC 424 је још познат и под ознакама ESO 296-4, MCG -6-3-26, AM 0109-382, PGC 4274.